# Horní Benešov
Horní Benešov, bis 1926 Benešov, (deutsch Benisch oder Bennisch) ist eine Stadt im Okres Bruntál in Tschechien. 

## Geographie

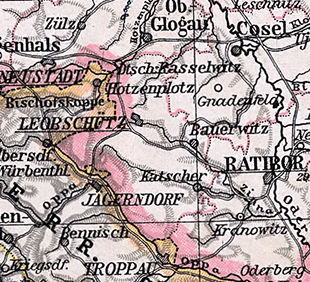
Bennisch nordwestlich von Troppau und südwestlich von Jägerndorf auf einer Landkarte von 1910

Horní Benešov liegt rechtsseitig der Cziczina in der Mährisch-Schlesischen Region, etwa 15 Kilometer südwestlich von Krnov (Jägerndorf), nahe der Landesgrenze zu Polen. Durch das Stadtgebiet verläuft die Hauptverkehrsstraße von Opava nach Bruntál. 

## Geschichte

Katharinenkirche in Horní Benešov

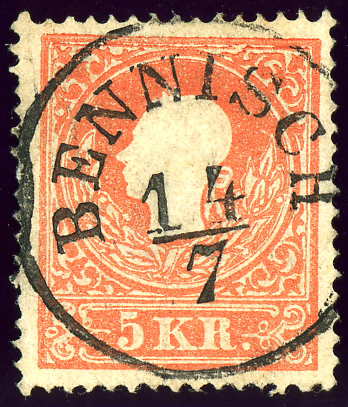
In Bennisch im Juli 1914 abgestempelte österreichische Briefmarke

Benisch wurde erstmals am 11. April 1253 erwähnt, als der „subcamerarius regis Bohemie“ Beneš/Benesch die beiden Lokatoren Erwig und Guido mit der Anlage einer Stadt nach Leobschützer Recht beauftragte, die seinen Namen tragen sollte. Den Lokatoren wurde eine Erbvogtei zugewiesen. Von überragender wirtschaftlicher Bedeutung war bis in das 16. Jahrhundert der Silberbergbau. Gefördert wurden außerdem Gold, Kupfer und Eisenerze.
Zusammen mit dem Herzogtum Jägerndorf gelangte Beneschau 1523 an Georg von Ansbach, wodurch sich der Protestantismus ausbreitete. Georg Friedrich erhob Benisch 1567 zur Freien Bergstadt, für die er 1590 eine Bergordnung erließ. Im Dreißigjährigen Krieg kam der Bergbau zum Erliegen. Wegen der Religionspolitik der Habsburger, die seit 1526 Könige von Böhmen waren, kehrte nach 1630 der größte Teil der Einwohner zum römisch-katholischen Glauben zurück. Mehrmals wurde die Stadt von Bränden heimgesucht.
Ein wirtschaftlicher Aufschwung erfolgte im 19. Jahrhundert mit der Textilindustrie (Bennischer Leinen) sowie dem Abbau von Schiefer und Eisenerz. 1898 wurde eine Bürgerschule errichtet. Bennisch war Sitz eines Bezirksgerichts.
Nach dem Münchner Abkommen wurde Bennisch dem Deutschen Reich zugesprochen. Die Stadt gehörte bis 1945 zum Landkreis Freudenthal im Regierungsbezirk Troppau im Reichsgau Sudetenland.
Die Stadt Bennisch hatte am 1. Dezember 1930 3409 Einwohner, am 17. Mai 1939 waren es 3414 Einwohner. Bis zum Ende des Zweiten Weltkriegs 1945 lebten in Bennisch überwiegend Deutschsprachige. Nach Kriegsende kam die Stadt an die Tschechoslowakei zurück. Die deutschen Bewohner  wurden weitgehend vertrieben. 
1970 musste der Eisenbahnbetrieb nach Opava (Troppau) wegen Bodensenkung infolge des Bergbaus stillgelegt werden, heute ist Svobodné Heřmanice Endpunkt der Bahnstrecke Opava východ–Horní Benešov. 1992 wurde das Bergwerk stillgelegt und die Textilproduktion stark reduziert.

## Demographie
| Jahr | Einwohner | Anmerkungen                                                                     |
| ---- | --------- | ------------------------------------------------------------------------------- |
| 1834 | 2731      | (2028 in der Stadt und 703 in der Vorstadt) Einwohner sind katholische Deutsche |
| 1900 | 4367      | deutsche Einwohner                                                              |
| 1933 | 3409      | [ 4 ]                                                                           |
| 1939 | 3405      | [ 4 ]                                                                           |

Am 22. Mai 1947 betrug die Einwohnerzahl 1530. 

## Sehenswürdigkeiten
- Die gotische Katharinenkirche stammt aus dem Jahr 1253. Sie wurde nach dem Stadtbrand von 1820 umgebaut.

## Stadtwappen
Im gespaltenen Stadtwappen befindet sich links die Hälfte des schlesischen Adlers und rechts zwei Rodehauen.

## Bürgermeister
- 1885 bis 1891 Wilhelm Machold
- 1891 bis 1897 Friedrich Philipp, Webereifabrikant
- 1897 bis 1900 Josef Reichel, Grossbauer
- 1900 bis 1904 Karl Massl
- 1904 bis 1912 Friedrich Philipp, Webereifabrikant
- 1912 bis 1919 Adolf Schmeidel, Webereifabrikant
- 1919 bis 1923 Hogo Schindler, Färbermeister
- 1923 bis 1931 Adolf Rieger, Baumeister
- 1931 bis 1936 Heinrich Bernt, Konsumdirektor
- 1936 bis 1938 Richard Gerlich, Orthopädischer Schuhmachermeister
- 1938 bis 1945 Eduard Preuß, Buchhalter
- Mai/Juni 1945 Anton Wiener

## Persönlichkeiten
- Anton Karl Gebauer (1872–1942), österreichischer Asienforscher und Reiseschriftsteller
- Fritz Kohn (1873–1921), jüdischer Brauereipächter, Großvater von John Kerry
- Eduard Schlusche (1894–1945), Buchhändler, NS-Opfer
- Anton Schlusche (1897–1940), Journalist und Politiker
- Walter Gotschke (1912–2000), deutscher Grafiker, Pressezeichner und Automobil-Illustrator
- Max Reichel (1921–2011), deutscher Physiker und Bibliothekar
- Harald Wagner (1944–2016), deutscher Theologe

## Partnerstädte
- Pszów, Polen